# Dietrich Theden

Dietrich Theden

Dietrich Theden (* 15. Juni 1857 in Bansrade/Herzogtum Holstein; † November 1909 in Funchal/Madeira) war ein deutscher Schriftsteller.

## Leben
Dietrich Theden war der Sohn eines Landwirts. Er besuchte die Volksschule in seinem Heimatort und bereitete sich auf den Beruf des Volksschullehrers vor. Nachdem er einige Jahre als Hilfslehrer tätig gewesen war und das Lehrerseminar in Eckernförde absolviert hatte, wirkte er von 1879 bis 1884 als Lehrer an Waisenhäusern in Wandsbek und Hamburg. Während dieser Zeit veröffentlichte er einen „Führer durch die Jugendliteratur“ und erste erzählerische Werke. Ab 1884 gehörte Theden der Redaktion der „Gartenlaube“ in Leipzig an, die 1888 nach Stuttgart wechselte. Ab 1890 gab er die Jugendzeitschrift „Universum“ heraus und von 1894 bis 1896 die Wochenzeitschrift „Zur guten Stunde“. Ab 1896 war er freier Schriftsteller.
Dietrich Theden war Verfasser von Romanen und Erzählungen; er betätigte sich u. a. auf dem Gebiet der Jugendliteratur und des Kriminalromans. Daneben gab er die Werke von Friedrich Gerstäcker und Balduin Möllhausen heraus.
Aus einem Nachwort von Barbara Neuhaus (Quelle: Verlag Das Neue Berlin/DDR 1985):
„Der Autor ist heute fast vergessen. Noch nicht dreissig, vertauschte er die ländliche Umgebung mit der Metropole Berlin. Seine Erfahrungen als Pädagoge und Bewohner einer Grossstadt hinterliessen Spuren in seinem einzigen Kriminalroman Menschenhasser,1904.
Diese Geschichte spricht für Thedens Gerechtigkeitsgefühl. Er streitet für Wahrheit, Ehrbarkeit und Güte. Es ist das Berlin zwischen den ersten und zweiten Gründerjahren. Rund
um den Potsdamer Platz, wo Thedens Figuren hauptsächlich agieren, gibt es leerstehende Wohnhäuser und Geschäftsräume, schmierige Anwälte hauen ihre Klienten übers Ohr, Makler und
Spekulanten haben ihren Erwerb verloren, und Armut geistert durch die Stadt. Theden wertet
dies nicht als Widerspiegelung sozialer Verhältnisse, er betrachtet die Erscheinungen als
gottgewollt und damit der Ordnung oder als Ergebnis menschlichen Verhaltens. 
Auch blickt zuweilen der Pädagoge Dietrich Theden durch, der davor warnt, Kindern und Jugendlichen gefühlsroh und mit Unverständnis zu begegnen. Er setzt damit fort, was er zuvor
in seinen zahlreichen Kinderbüchern vertreten hat. 
Was aber inspirierte den Schriftsteller zu den Abenteuern seines Hauptakteurs Hunter alias
"Menschenhasser" in Australien ? Nach der Kolonialpolitik Bismarcks wurden ferne Länder für
Bürger und Kleinbürger interessanter. Die allgemeinen Vorstellungen davon verbanden sich mit
Gefahr und Reichtum. Und man wollte immer mehr davon kennenlernen. 
Die Konsumenten der unterhaltenden Zeitschriften, bei denen Theden als Redakteur wirkte
wollten sich erschaudernd an sogenannten wahren Berichten laben. Naheliegend, dass Theden
Bedürfnisse befriedigen und etwas Neues bieten wollte. Bei der Gestaltung der Charaktere
sowie bei Sprache und Stil mögen auch die damaligen Wochenblätter Pate gestanden haben.
Der Verfasser unterscheidet sich darin in keiner Weise von den Unterhaltungsschriftstellern
der Jahrhundertwende. Lesen war zu Thedens Zeit kein Privileg mehr. Es schmökerten in ihren
Zirkeln die Bürgertöchter, die Dienstmädchen heimlich in der Küche. Sie alle wollten von Bösen
aufgeregt werden und sich mit Guten einig sein.“

## Werke
- Führer durch die Jugendliteratur, Hamburg 1883
- In der Fremde, Leipzig 1883
- Für's Kind, Leipzig 1884
- Laßt euch erzählen, Leipzig 1888
- Jugendgrüße, Dresden [u. a.] 1891
- Im Banne der Leidenschaft, Berlin 1894
- Ein Verteidiger, Stuttgart 1896. (Digitalisat)
- Auf der Flucht und andere Geschichten, Breslau 1898. (Digitalisat)
- Der Friesenpastor, Stuttgart [u. a.] 1898
- Frauenliebe, Breslau 1899
- Im Zick-Zack, Breslau 1899. (Digitalisat)
- Der Advokatenbauer, Stuttgart 1900. (Digitalisat)
- Ein Verteidiger, 1900
- Herzgold, Dresden 1901
- Neues Novellenbuch, Breslau 1901
- Leben um Leben, Berlin 1903. (Digitalisat)
- Menschenhasser, 1904. (Digitalisat)
- Fein gesponnen, Bonn 1905
- Um deutsche Art, Berlin 1906
- Rätsel der Liebe, Leipzig 1910
- Menschenhasser, Berlin 1912
- Die zweite Buße, Stuttgart 1913. (Digitalisat)
- Das lange Wunder und andere Kriminalgeschichten, Stuttgart 1914

## Herausgeberschaft
- Friedrich Jacobs: Alwin und Theodor, Stuttgart 1883
- Friedrich Jacobs: Kleine Erzählungen des alten Pfarrers von Mainau, Stuttgart 1884
- Friedrich Gerstäcker: Ausgewählte Werke, Jena
  - 1,1. Die Regulatoren in Arkansas, 1889
  - 1,2. Die Flußpiraten des Mississippi, 1889
  - 1,3. Gold!, 1889
  - 1,4. Unter dem Aequator, 1889
  - 1,5. Nach Amerika!, 1889
  - 1,6. Nach Amerika!, 1889
  - 1,7. Tahiti, 1889
  - 1,8. Die Colonie, 1889
  - 1,9. Eine Mutter, 1889
  - 1,10. Mississippi-Bilder, 1889
  - 1,11. Der Erbe, 1889
  - 1,12. Im Busch, 1889
  - 2,1. Die beiden Sträflinge, 1890
  - 2,2. Hell und dunkel, 1890
  - 2,3. Unter den Pehuenchen, 1890
  - 2,4. Blau Wasser, 1890
  - 2,5. Zwei Republiken, 1890
  - 2,6. Zwei Republiken, 1890
  - 2,7. Aus zwei Welttheilen, 1890
  - 2,8. Der Kunstreiter, 1891
  - 2,9. Reisen, 1891
  - 2,10. Reisen, 1891
  - 2,11. Streif- und Jagdzüge durch die Vereinigten Staaten Nordamerikas, 1891
  - 2,12. Im Eckfenster, 1891
- Friedrich Jacobs: Die Feierabende in Mainau, Stuttgart 1890
- Im Zauber der Dichtung, Dresden [u. a.] 1891
- Wilhelm Hey: Fabeln und Gedichte nebst fünfundfünfzig Sprüchen, Stuttgart [u. a.] 1893
- Robert Reinick: Lieder und Erzählungen, Stuttgart [u. a.] 1894
- Auf der Höhe, Breslau 1897
- Balduin Möllhausen: Illustrierte Romane, Reisen und Abenteuer, Leipzig
  - 1,1. Der Fährmann am Kanadian, 1906
  - 1,2. Die beiden Jachten, 1906
  - 1,3. Um Millionen, 1907
  - 1,4. Haus Montague, 1907
  - 1,5. Der Piratenleutnant, 1907
  - 1,6. Der Hochlandpfeifer, 1907
  - 1,7. Die Töchter des Konsuls, 1907
  - 1,8. Das Logbuch des Kapitän Eisenfinger, 1907
  - 1,9. Vier Fragmente, 1908
  - 1,10. Die Familie Melville, 1908